# Ogród zoologiczny w Koszycach

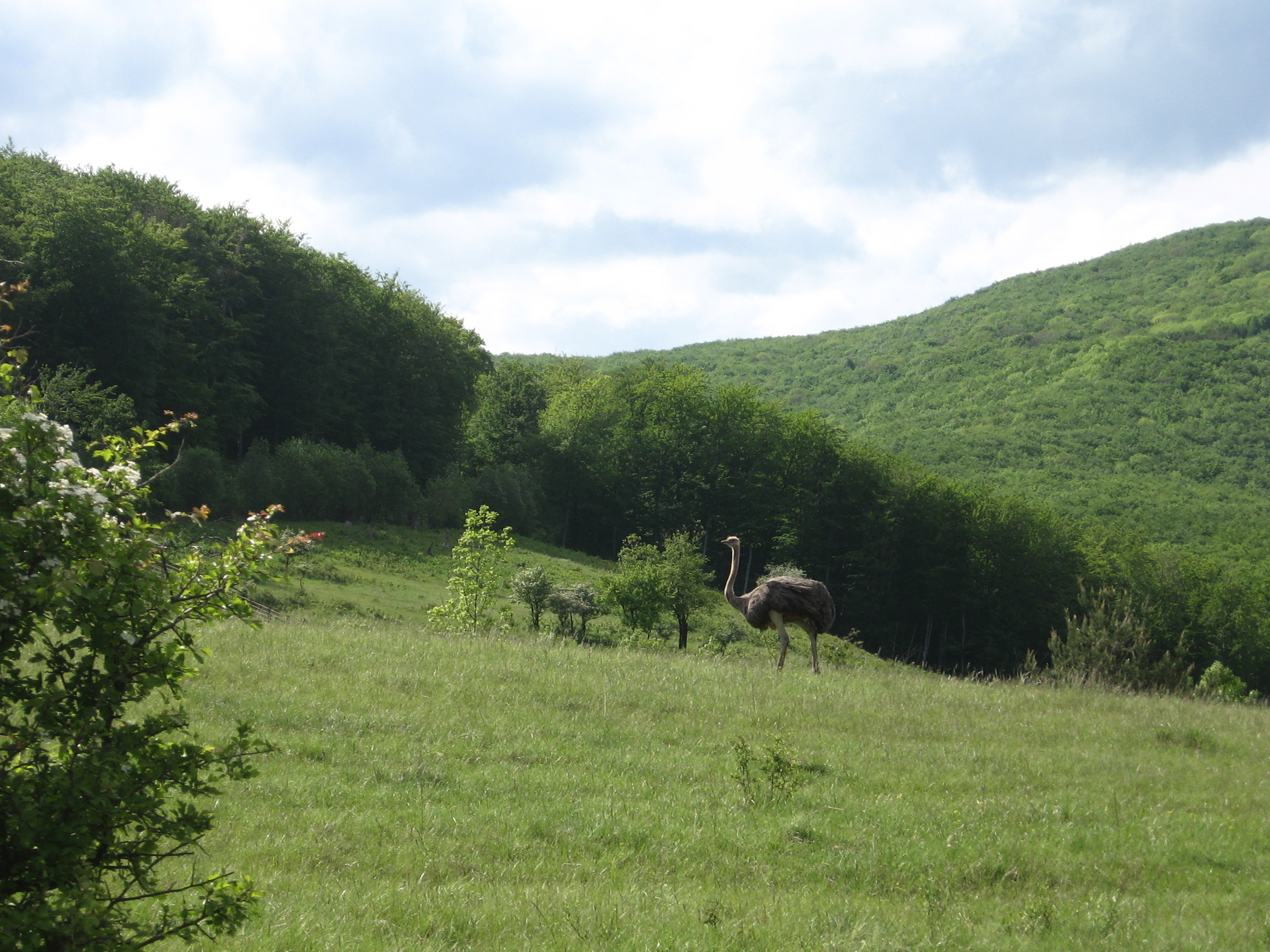

Ogród zoologiczny w Koszycach – zoo na Słowacji w Koszycach, w dzielnicy Kavečany. Zoo ma 289hektarów i jest największym ogrodem zoologicznym na Słowacji, a także w Europie Środkowej. Zostało otwarte w 1986 roku. Słowacka nazwa to Zoologická záhrada Košice.
W ogrodzie zoologicznym są przedstawiciele 347 gatunków zwierząt (cca 2000 osobników), między innymi:
Gady:
- anakonda żółta (paragwajska) (Eunectes notaeus)
- boa kubański (Epicrates angulifer)

Ptaki:
- amazonetka (Amazonetta brasiliensis)
- tragopan mordolicy (Tragopan temminckii)
- bielik olbrzymi (Haliaeetus pelagicus)
- kondor wielki (Vultur gryphus)
- dzioborożec karbodzioby (Aceros plicatus)
- dzioborożec baniastoczoły (Ceratogymna brevis)
- tukan zielonodzioby (Ramphastos dicolorus) – jako jedyne zoo w Europie
- żuraw mandżurski (Grus mantchuricus)

Ssaki:
- zebra Chapmanna (Equus quagga chapmanni)
- zebra bezgrziwa (Equus quagga borensis)
- lemur kata  (Katta katta)
- ryś eurazjatycki (Lynx lynx)
- niedźwiedź brunatny (Ursus arctos)